# The House Bunny
The House Bunny (traducida como La casa de las conejitas o Una conejita en el campus en español) es una película de comedia romántica, dirigida por Fred Wolf y escrita por Kirsten Smith y Karen McCullah Lutz. Se estrenó en Estados Unidos el 22 de agosto de 2008 y es protagonizada por Anna Faris, Colin Hanks, Emma Stone y Kat Dennings, entre otros. El DVD y Blu-ray fueron lanzados el 23 de diciembre de 2008.
La película fue rodada en la Mansión Playboy y cuenta con las actuaciones del mismísimo Hugh Hefner, y sus ahora exnovias Bridget, Holly y Kendra.

## Argumento
Shelly (Anna Faris) es una conejita de Playboy que, tras ser expulsada de la famosa mansión Playboy al cumplir 27 años (edad que para una conejita Playboy es el equivalente a tener unos 60 años de edad), duerme en su auto para luego ser arrestada por un incidente con un policía. Sin un lugar a donde ir, entra a formar parte de la hermandad Zeta Alfa Zeta del campus de la universidad como líder de la hermandad. Allí tendrá mucho que enseñar a sus compañeras de estudio, entre ellas, a Natalie (Emma Stone), para ser más sociables. El problema será las burlas usuales venidas de las otras hermandades, la falta de habilidades sociales de todas las chicas y la completa falta de presupuesto.

## Reparto
- Anna Faris como Shelley Darlingson.
- Colin Hanks como Oliver.
- Emma Stone como Natalie Williams.
- Kat Dennings como Mona Tyler.
- Christopher McDonald como Decano Simmons.
- Beverly D'Angelo como Sra. Hagstrom
- Katharine McPhee como Harmony.
- Rumer Willis como Joanne Fields.
- Kiely Williams como Lily.
- Dana Goodman como Carrie Mae.
- Kimberly Makkouk como Tanya.
- Monet Mazur como Cassandra.
- Tyson Ritter como Colby.
- Sarah Wright como Ashley.
- Rachel Specter como Courtney.
- Owen Benjamin como Marvin.
- Hugh Hefner como el mismo.
- Bridget Marquardt como ella misma.
- Holly Madison como ella misma.
- Kendra Wilkinson como ella misma.
- Leslie Del Rosario como Sienna.
- Sara Jean Underwood como Sara Rivers.
- Hiromi Oshima como Hiromi.
- Sean Salisbury como Sean.
- Matt Leinart como Matt.
- Shaquille O'Neal como Shaquille.
- Nick Swardson como un fotógrafo.
- Jennifer Tisdale como chica de la hermandad Phi Miu.

## Banda sonora
Si bien no hay planes actuales para lanzar una banda sonora, el 16 de julio de 2008 fue lanzado un sencillo en iTunes. El sencillo fue un cover de una canción de The Waittresses, I Know What Boys Like, interpretado por la estrella Katharine McPhee. La película también presentó canciones de artistas como:
1. "I Want Candy" - Bow Wow Wow
2. "I Wanna" - The All-American Rejects
3. "Happy Birthday" - Altered Images
4. Like A Virgin - Madonna
5. "Take A Bow" - Rihanna
6. "When I Grow Up" - Pussycat Dolls
7. "Boys" - Ashlee Simpson
8. "Shake It" - Metro Station
9. "Think You Want It" producido por Tim K - DJ Colette
10. "Like Water" - Elizaveta Khripounova
11. "I'll Run" - The Cab
12. "New Soul" - Yael Naim
13. "Sour Cherry" - The Kills
14. "The Great Escape" - Boys Like Girls
15. "Shut Up And Let Me Go" - The Ting Tings
16. "Be Ok" - Ingrid Michaelson
17. "Girlfriend" - Avril Lavigne
18. "Better Than A Psychic" - Mercedes
19. "I Know What Boys like" - Katharine McPhee

## Producción y lanzamiento
Faris lanzó el concepto de la película a unas pocas productoras y Happy Madison recogió la idea. El título de la película era I Know What Boys Like. La película está clasificada PG-13 por su fuerte lenguaje, y fue producida por Adam Sandler, de la empresa Happy Madison Productions, y distribuida por Columbia Pictures. 
The House Bunny fue estrenada en los EE. UU. el 22 de agosto de 2008. Debutó en el puesto #1 en su primer día de lanzamiento, marcando $5,91 millones, pero finalmente bajó al segundo lugar para el fin de semana detrás de la comedia de acción de Ben Stiller Tropic Thunder, con $14,53 millones y US $ 16,27 millones, respectivamente. A partir del 5 de octubre de 2008, la película recaudó $ 48.03 millones. La película se estrenó en el Reino Unido en el puesto #1 en cifras brutas, con casi 1 millón en su primer fin de semana.

## Crítica
La actuación de Faris fue elogiada por la mayoría de los críticos, sin embargo, la película recibió comentarios mixtos. En la actualidad cuenta con 39% de calificación en Rotten Tomatoes. 

## Fechas de estreno
- 22 de agosto de 2008 - Estados Unidos
- 10 de octubre de 2008 - España
- 16 de junio de 2009 - México